# Саджая Калістрат Григорович
Калістрат Григорович Саджая (Калениченко, Саджая-Калениченко, партійний псевдонім Кале; 22 жовтня 1895, Кутаїсі — 22 листопада 1937, Тбілісі) — керівник підпільного ревкому під час німецької та французької окупації Одеси в 1918—1919, начальник Одеської НК у 1919 році, заступник начальника Харківської НК в 1920—1921, начальник Харківської НК в 1922, діяч органів держбезпеки СРСР.

## Біографія
Народився 22 жовтня 1895 року в Кутаїсі. Син дворянина, православного віросповідання. За національністю грузин.
У 1915 році вступив до Новоросійського імператорського університету в Одесі на медичний факультет, де провчився три курси.
Член РКП(б) з 1917 року. На початку 1918 року — командир Болградського червоноармійського загону, навесні — співробітник одеського «Бюро по боротьбі з контрреволюцією».
У період німецької окупації і французької інтервенції — голова Одеського підпільного ревкому. У 1919 році — співробітник Особливого відділу Одеської НК, начальник Одеської НК.
У 1920—1921 роках — співробітник Харківської НК, у 1922 році — її начальник.
У 1930-х роках займав відповідальні посади в Грузинській РСР (зокрема, був начальником Аджарського прикордонного загону НКВС).
Заарештований влітку 1937 року в Тбілісі. Розстріляний 22 листопада у Тбіліській в'язниці за вироком Військової колегії Верховного Суду СРСР, винесеному заочно.
У 1956 році реабілітований.